# Ленино (Тульская область)
Ленино — село в Одоевском районе Тульской области России.
В рамках административно-территориального устройства относится к Говоренковской сельской администрации Одоевского района, в рамках организации местного самоуправления включается в сельское поселение Северо-Одоевское.

## География
Расположено на правом берегу реки Упа. Высота над уровнем моря 192 м.

## История
«За рекою за Упою селцо Князищева», теперь это село Ленино, упоминается в 1566 году в духовной грамоте князя М. И. Воротынского.
Землями в районе села владели: князь Павел Иванович Горчаков, Василий Михайлович Лосев, Афанасия Хвощинская и Дмитрий Хвощинский. В 1782 году в селу было два деревянных господских дома, а также в 64 дворах проживало 311 мужчин и 200 женщин.
В 1859 году в 62 дворах проживало 277 мужского и 300 женского населения). К 1914 году число жителей удвоилось: 532 мужчины и 543 женщины.

## Население
| 2002 | 2010 |
| ---- | ---- |
| 126  | ↘83  |

## Достопримечательности
В селе находится Церковь Владимирской иконы Божией Матери, построенная в 1799 году князем Иоанном Павловичем Горчаковым. Ныне не действует.
Рядом с церковью установлен памятник советским воинам, погибшим в годы Великой Отечественной войны.
Недалеко от села находится городище первой половины 1-го тыс. н. э., один из самых древних памятников археологии на территории Одоевского района.
Весной 2022 года неподалеку от села Ленино был найден клад с монетами, чеканившимися в правление Ивана III и Василия III в четырёх центрах: Москве, Твери, Великом Новгороде и Пскове. Сокрытие клада можно отнести к третьему десятилетию XVI века.

## Известные уроженцы и жители
- Потатурчев, Андрей Герасимович (1898—1947) — советский военачальник, участник гражданской и Великой Отечественной войн. Генерал-майор танковых войск.